# Liste des albums musicaux numéro un au Billboard 200 en 1981
Cette page liste les albums musicaux ayant eu le plus de succès au cours de l'année 1981 aux États-Unis d'après le magazine Billboard.

## Historique
| Date         | Artiste(s)              | Titre                                 | Référence |
| ------------ | ----------------------- | ------------------------------------- | --------- |
| 3 janvier    | John Lennon et Yoko Ono | Double Fantasy                        |           |
| 10 janvier   | John Lennon et Yoko Ono | Double Fantasy                        |           |
| 17 janvier   | John Lennon et Yoko Ono | Double Fantasy                        |           |
| 24 janvier   | John Lennon et Yoko Ono | Double Fantasy                        |           |
| 31 janvier   | John Lennon et Yoko Ono | Double Fantasy                        |           |
| 7 février    | John Lennon et Yoko Ono | Double Fantasy                        |           |
| 14 février   | John Lennon et Yoko Ono | Double Fantasy                        |           |
| 21 février   | REO Speedwagon          | Hi Infidelity                         |           |
| 28 février   | REO Speedwagon          | Hi Infidelity                         |           |
| 7 mars       | REO Speedwagon          | Hi Infidelity                         |           |
| 14 mars      | REO Speedwagon          | Hi Infidelity                         |           |
| 21 mars      | REO Speedwagon          | Hi Infidelity                         |           |
| 28 mars      | REO Speedwagon          | Hi Infidelity                         |           |
| 4 avril      | Styx                    | Paradise Theater                      |           |
| 11 avril     | Styx                    | Paradise Theater                      |           |
| 18 avril     | REO Speedwagon          | Hi Infidelity                         |           |
| 25 avril     | REO Speedwagon          | Hi Infidelity                         |           |
| 2 mai        | REO Speedwagon          | Hi Infidelity                         |           |
| 9 mai        | Styx                    | Paradise Theater                      |           |
| 16 mai       | REO Speedwagon          | Hi Infidelity                         |           |
| 23 mai       | REO Speedwagon          | Hi Infidelity                         |           |
| 30 mai       | REO Speedwagon          | Hi Infidelity                         |           |
| 6 juin       | REO Speedwagon          | Hi Infidelity                         |           |
| 13 juin      | REO Speedwagon          | Hi Infidelity                         |           |
| 20 juin      | REO Speedwagon          | Hi Infidelity                         |           |
| 27 juin      | Kim Carnes              | Mistaken Identity                     |           |
| 4 juillet    | Kim Carnes              | Mistaken Identity                     |           |
| 11 juillet   | Kim Carnes              | Mistaken Identity                     |           |
| 18 juillet   | Kim Carnes              | Mistaken Identity                     |           |
| 25 juillet   | The Moody Blues         | Long Distance Voyager                 |           |
| 1er août     | The Moody Blues         | Long Distance Voyager                 |           |
| 8 août       | The Moody Blues         | Long Distance Voyager                 |           |
| 15 août      | Pat Benatar             | Precious Time                         |           |
| 22 août      | Foreigner               | 4                                     |           |
| 29 août      | Foreigner               | 4                                     |           |
| 5 septembre  | Stevie Nicks            | Bella Donna                           |           |
| 12 septembre | Journey                 | Escape                                |           |
| 19 septembre | The Rolling Stones      | Tattoo You                            |           |
| 26 septembre | The Rolling Stones      | Tattoo You                            |           |
| 3 octobre    | The Rolling Stones      | Tattoo You                            |           |
| 10 octobre   | The Rolling Stones      | Tattoo You                            |           |
| 17 octobre   | The Rolling Stones      | Tattoo You                            |           |
| 24 octobre   | The Rolling Stones      | Tattoo You                            |           |
| 31 octobre   | The Rolling Stones      | Tattoo You                            |           |
| 7 novembre   | The Rolling Stones      | Tattoo You                            |           |
| 14 novembre  | The Rolling Stones      | Tattoo You                            |           |
| 21 novembre  | Foreigner               | 4                                     |           |
| 28 novembre  | Foreigner               | 4                                     |           |
| 5 décembre   | Foreigner               | 4                                     |           |
| 12 décembre  | Foreigner               | 4                                     |           |
| 19 décembre  | Foreigner               | 4                                     |           |
| 26 décembre  | AC/DC                   | For Those About to Rock We Salute You |           |